# Aggok háza
Az egykori Aggok háza vagy más néven Dóczy-ház egyike Esztergom műemlékeinek. 1710 és 1838 között szegényházként működött.

## Története
Esztergom városa 1701-ben határozta el, hogy kórházat épít, amely 1710-ben már működött. A városnak volt külön hatósági orvosa is havi 5 forint fizetéssel. Orvosi minőségben azonban inkább a céhtestületté alakult borbély-sebészek, másképp fürdősök szerepeltek, akik ellen a régi akták többször tartalmaznak súlyosabb panaszokat. Az épület részben a középkori johannita ispotályos keresztesek Szent Kereszt háza és temploma maradványaira épült. Az 1739-es pestisjárvány emlékére 1740 és 1742 között kápolnát építtettek a kórház mellé a Boldogságos Szűz bemutatásának tiszteletére. Tornya csak 1759-ben épült fel, ez ma már nem látható. Építőmestere Schaden András volt. Az 1838-as árvíz használhatatlanná tette a kórházépületet, ekkor határozták el egy új kórház felépítését. Egy évre rá, amikor a Csillag utcai kórház elkészült, a kápolnát lakóházzá alakították. 1849-től itt működött a Dóczy család péksége.
1932. február 21-én az alábbi hirdetés jelent meg az Esztergom és Vidékében: 

| „ | Kossuth Lajos-utca 62. sz. Dóczy-ház, ahol száz éve pékség volt 1932. évi március hó 17-én délelőtt 11 órakor az esztergomi járásbíróságnál árverésen eladatik. Sarok ház, 2 kemence, nagy lakás, sok mellékhelyiség és segédszobák, raktár jó karban. Kikiáltási ár 12.000 pengő. | ” |
|   | |   |

Röviddel ezután, 1936-ban Birkenheuer Alajos borbély- és fodrászüzlete nyílt meg az épületben.

## Leírása

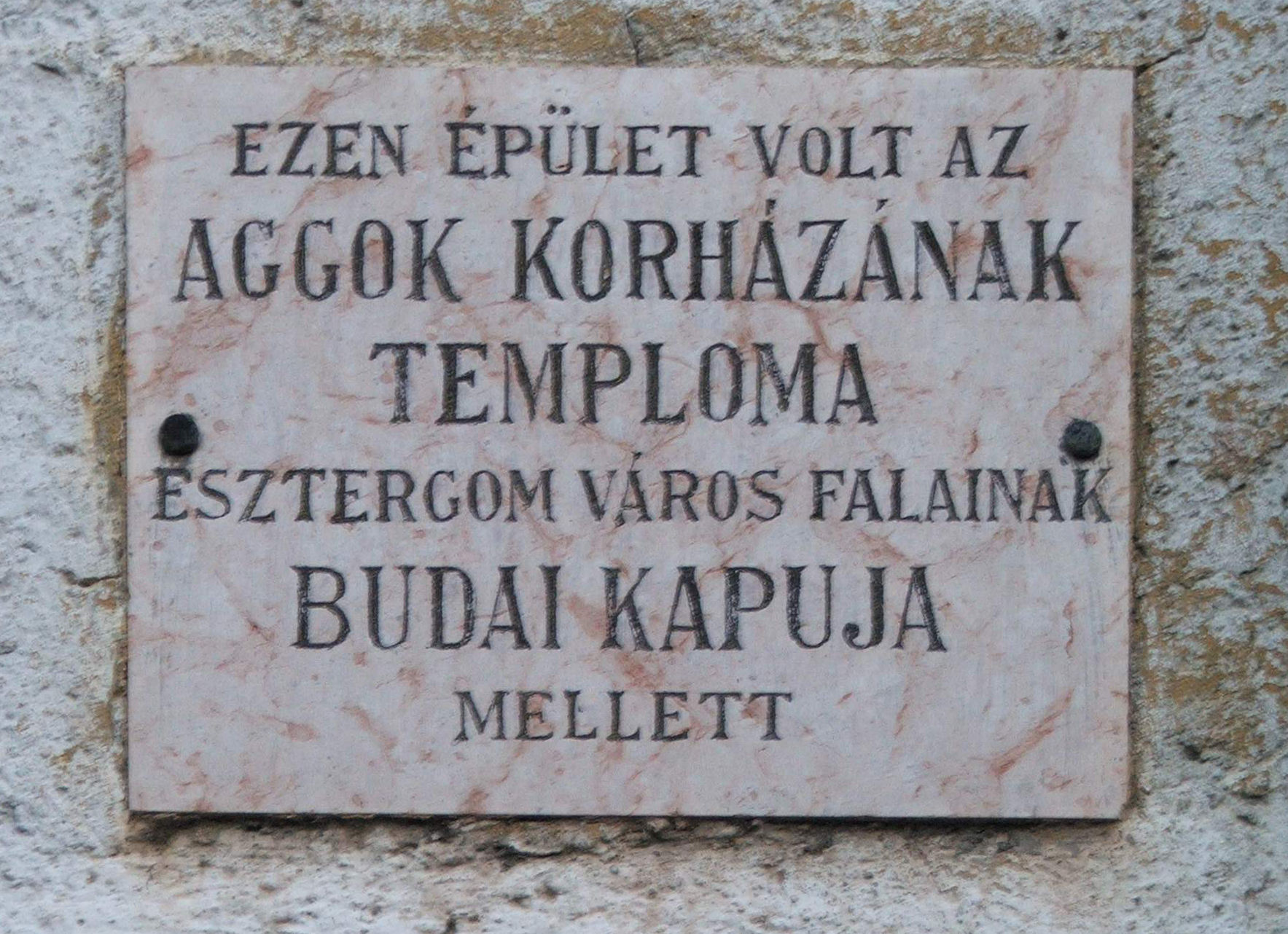
Emléktábla a Kossuth Lajos utcai homlokzaton

A város főútján álló, historizáló épület két épület egybeépítésével nyerte el mai formáját. A műemlék a Magyar és a Kossuth Lajos utca sarkán álló U alaprajzú, hattengelyű épület. Az északi oldalon egy téglalap alaprajzú, emeletes lakóépület áll, amelyhez az udvaron nyaktaggal, egy másik lakóépület csatlakozik. A déli oldalon álló L alaprajzú lakóház vízszintes záradékú kapualjjal csatlakozik az északi épületrészhez. A déli épület udvari homlokzatán, öntöttvas oszlopos tornác van. Az épületen egy emléktábla található.